# Grimsby Chums

Schützengraben in der Nähe der Albert-Bapaume-Straße bei Ovillers-la-Boisselle, Juli 1916

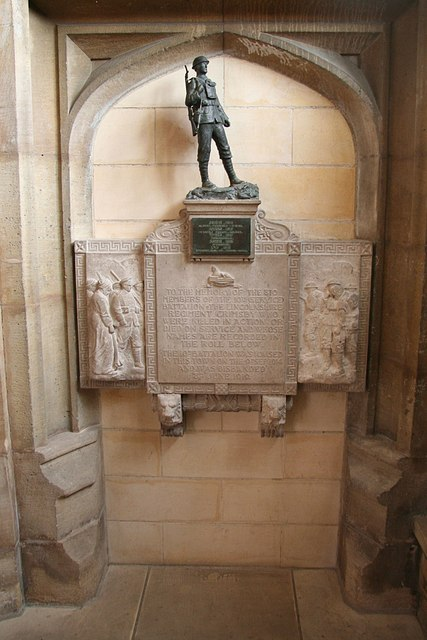
Denkmal für das Lincolnshire-Regiment im Grimsby Minster

Die Grimsby Chums (Grimsby-Kameraden) waren ein Bataillon des britischen Lincolnshire-Regiments, das im Ersten Weltkrieg kämpfte. Soldaten dieses Bataillons besetzten am 1. Juli 1916 den Lochnagar-Krater zwei Minuten nach der Minenexplosion und waren gezwungen, unter großen Verlusten durch deutschen und britischen Beschuss in der Stellung auszuharren. Im Jahr 1917 kämpfte das Bataillon in der Schlacht bei Arras und in der Dritten Flandernschlacht. Im Mai 1918 wurde es nach enormen Verlusten nicht wieder aufgestellt.
Im Jahr 2001 wurde in der nordfranzösischen Stadt Athies ein Massengrab aus dem Ersten Weltkrieg entdeckt und archäologisch freigelegt. Von den zwanzig Bestatteten waren vier eindeutig dem Lincolnshire-Regiment zuzuordnen. Die Bestattung der in einer Reihe scheinbar mit verschränkten Armen nebeneinander liegenden Körper wurde in der Presse als Inszenierung der Kameradschaft unter den Soldaten gedeutet.

## Geschichte
Die Grimsby Chums gehörten zu den von der britischen Armee zu Beginn des Ersten Weltkriegs eingerichteten Pals battalions („Kameraden-Bataillone“). Dies waren Einheiten aus Kriegsfreiwilligen, welchen nur Personen aus der gleichen Gegend angehörten. Zugrunde lag die Idee, dass Männer sich eher als Freiwillige zum Kriegsdienst melden würden, wenn sie zusammen mit ihren Freunden und Nachbarn in den Krieg ziehen konnten, anstelle zufällig irgendeinem Regiment zugeteilt zu werden. Die allgemeine Wehrpflicht wurde in Großbritannien erst mit dem Military Service Act von 1916 eingeführt. Die Grimsby Chums wurden am 9. September 1914 als Teil von Kitcheners Armee aufgestellt. Alle Soldaten stammten aus der Stadt Grimsby in Lincolnshire oder der unmittelbaren Umgebung. In der British Army wurde das Bataillon aus Grimsby als 10th (Service) Battalion, The Lincolnshire Regiment geführt. Am 5. Januar 1916 wurde das Regiment nach Armentières in Nordfrankreich verlegt, von dort aus bald ins Gebiet der Somme.
Am 1. Juli 1916, dem ersten Tag der Schlacht an der Somme, gehörten die Grimsby Chums zur ersten Angriffswelle auf die befestigte Stadt Ovillers-la-Boisselle, südlich der Straße von Albert nach Bapaume. Zur Unterstützung des Angriffs wurde am 1. Juli um 7 Uhr 28 eine enorme Mine gesprengt, die den heute noch bestehenden Lochnagar-Krater hinterließ. Um 7 Uhr 30 besetzten die Grimsby Chums den Krater. Die Soldaten lagen für den Rest des Tages dort unter deutschem und britischem Beschuss. Das Bataillon verlor an diesem ersten Tag der Somme-Schlacht 400 bis 500 Menschen.
Vom 9. bis 13. April 1917 war das Lincolnshire-Regiment in der Schlacht bei Arras eingesetzt und nahm am 9. April am Kampf um den Höhenzug von Vimy teil. Bei einem Angriff auf ein Chemiewerk in Rœux wurden wiederum etwa 450 Menschen getötet oder verwundet. In der Dritten Flandernschlacht kämpfte das Regiment bei Passchendaele. Nach weiteren Kämpfen wurde schließlich am 18. Mai 1918 beschlossen, dass das Regiment nicht mehr neu aufgestellt werden sollte. Am 10. Juni 1918 kehrten die überlebenden Soldaten nach Grimsby zurück.

## Archäologische Funde
Am 21. Mai 2001 legten Archäologen des französischen Forschungsinstituts Institut national de recherches archéologiques préventives (Inrap) und der Stadt Arras bei einer vorsorglichen archäologischen Grabung vor der Erschließung eines Geländes ein 15 m langes Grab frei. Es barg die sterblichen Überreste von 20 britischen Soldaten. Die ersten 19 Toten lagen auf dem Rücken und waren mit auf dem Bauch gefalteten Händen aufgereiht. Die  Ellenbogen der Gefallenen berührten sich. Erhaltene Uniformreste bei vier Bestatteten erlaubten es, sie dem 10. Bataillon des Lincolnshire Regiments zuzuordnen, also den Grimsby Chums. Die Einheit war vom 9. bis 13. April 1917 während der Schlacht bei Arras in diesem Frontabschnitt eingesetzt. Die Ausgräber gingen davon aus, dass die Art der Bestattung den kameradschaftlichen Zusammenhalt betonen sollte. 2002 wurden die Soldaten auf dem Soldatenfriedhof von Point-du-Jour, Athies, wieder beigesetzt. Die British Army konnte nur für vier Tote, bei denen man eine Erkennungsmarke, Schulterklappen und Rockknöpfe des Regiments gefunden hatte, die Zugehörigkeit zum Lincolnshire-Regiment bestätigen. Das Massengrab selbst war bis zu seiner archäologischen Ausgrabung unbekannt. Die Army wies darauf hin, dass zu der fraglichen Zeit auch die Regimenter Royal Scots und Northumberlands in diesem Gebiet eingesetzt waren. Außerdem beweise die Art der Bestattung nicht, dass die toten Soldaten in kameradschaftlicher Beziehung gestanden hätten: Soldaten würden meist mit auf der Brust gekreuzten Händen bestattet, und manchmal fielen die Arme im Lauf der Jahre zur Seite.